# Iphiculidae
Famille
Les Iphiculidae sont une famille de crabes. Elle comprend cinq espèces actuelles et dix fossiles dans deux genres.

## Liste des genres
- Iphiculus Adams & White, 1849
- Pariphiculus Alcock, 1896

## Référence
- Alcock, 1896 : Materials for a carcinological fauna of India. No. 2. The Brachyura Oxystoma. Journal of the Asiatic Society of Bengal, vol. 65, p. 134–296.

## Sources
- Ng, Guinot & Davie, 2008 : Systema Brachyurorum: Part I. An annotated checklist of extant brachyuran crabs of the world. Raffles Bulletin of Zoology Supplement, n. 17, p. 1–286.
- De Grave & al., 2009 : A Classification of Living and Fossil Genera of Decapod Crustaceans. Raffles Bulletin of Zoology Supplement, n. 21, p. 1-109.